# Andrew Wilson (nuotatore)
Andrew Wilson (16 settembre 1993) è un ex nuotatore statunitense.
Ha rappresentato la nazionale statunitense ai Giochi olimpici di Tokyo 2020, dove si è classificato 6° nei 100 metri rana e 17° nei 200 metri rana. Ha vinto la medaglia d'oro nella staffetta 4x100m misti, di cui ha nuotato solo le batterie.
Nel 2019 ha rappresentato la squadra dei Cali Condors nella prima stagione dell'International Swimming League. 

## Palmarès
- Giochi olimpici

Tokyo 2020: oro nella 4x100m misti.
- Mondiali

Gwangju 2019: argento nella 4x100m misti e nella 4×100m misti mista.
- Mondiali in vasca corta

Hangzhou 2018: oro nella 4×100m misti e argento nella 4×50m misti.
- Campionati panpacifici

Tokyo 2018: oro nella 4×100m misti.
- Universiadi

Taipei 2017: oro nei 100m rana, nei 200m rana e nella 4×100m misti.